# 沖縄市立美東中学校
沖縄市立美東中学校（おきなわしりつ びとうちゅうがっこう）は、沖縄県沖縄市にある市立中学校。

## 沿革
校則
令和2年度沖縄市美東中学校経営計画145ページ、146ページより校則（具体的確認事項）
登下校:南門（正門）より行う
校舎への出入り:正面生徒玄関を利用する
靴箱を利用する
登校指導:担任は8:10までに教室に待機
担外は8:00までに所定の位置に待機
1回目の遅刻 本人注意
2回目の遅刻 本人注意+保護者連絡
3回目以降 本人注意+保護者相談
持ち物は原則学用品以外を持ち込まない。学習用具以外の持ち物に関しては必要に応じ指導し保護者連絡する。
身なり服装
男子:中学生らしい髪とする。染髪、パーマ、長髪等禁止
夏服は指定服とする。冬服は夏服同様指定服。丈の長すぎ短すぎは指導対象
ボタンは指定のもの
スボンも指定のもの
女子:中学生らしい髪とする。染髪、パーマ等禁止、長髪はゴムで止める
リボンは、しっかり結ぶ。
上着はボタンの有無、上着丈がウエストラインから10センチ程度のところ
スカートの丈はひざ程度まで
男女共通:ピアス、指輪、ネックレス、マニキュア、装飾品は禁止
うち履きは記名し、落書き等をしない。各学年の指定の色をつける
スリッパの行動範囲は校舎内のみ
靴下は儀式的行事（例 始業式、卒業式等）、その他指示のあったときは白靴下とする。
靴は運動に適した靴であること。（厚底等適さないものは禁止）
かばんは豪華にならないようA4サイズの教科書が十分に入るかばん。キャラクターものは避けるよう指導する。
ジャージ着用は肌着で調整し、体調のすぐれない生徒等については担任へ申し出て着用
LGBT等の対応についてはその都度対応する。
問題行動の対処の仕方
指導1:即対応、改善指導（学級担任、教科担任）
指導2:指導1の範囲外は学年職員で対応する（学年職員、教科担任）
指導3:指導2の範囲外は生徒指導部を軸に全職員で対応する
不登校への対応
1不登校生徒の実態を把握し段階的指導を行う
2学級担任は家庭との連絡や家庭訪問を行い生徒の動向の把握を怠らない
3学級担任は不登校生徒の様子を常に学年生徒指導係や関係職員に連絡し対応策の手順を検討する
許可証について
外出許可証の発行・・・原則として外出禁止。忘れ物があれば保護者に持ってきてもらうようにする。
ストレートパーマ許可証の発行・・・極度のくせ毛で保護者よりストレートパーマの申し出があったときは許可証を発行する
携帯電話所持許可証・・・保護者責任、同意のもと許可証を発行する。原則本人の健康上、安全確認上、緊急な対応が必要とされるものについて許可条件を守れる、生徒については校長が承認し所持を認めるただし校内での使用は認めない。

## 通学区域
泡瀬四丁目、字泡瀬165－1、165－4、大里一丁目、高原一丁目2番33号、2番36号、2番37号、3番1号、3番5号～3番7号、3番11号、3番12号、3番16号、3番19号、3番20号、3番26号、3番27号、3番29号～3番32号、3番72号、3番80号、4番、5番1号、5番10号、5番25号、5番27号、5番29号、5番31号、5番35号、5番36号、二丁目3番2号、7番7号～7番9号、7番11号、7番13号～7番15号、7番17号～7番26号、7番30号、8番13号、8番43号、9番、三丁目、四丁目、五丁目、六丁目、七丁目、比屋根一丁目、二丁目、三丁目、四丁目、五丁目、六丁目、七丁目、与儀一丁目、二丁目、三丁目、照屋五丁目2番～7番、11番、12番15号、15番、胡屋七丁目3番16号～3番20号、5番26号、5番28号、5番30号、6番6号、6番15号～6番18号、6番20号～6番22号、6番53号